# Catania y el Monte Etna
Catania y el monte Etna  es un boceto al óleo de mediados del siglo XIX, hecho por el artista y poeta británico Edward Lear. Realizado al óleo a bordo, el trabajo representa el monte Etna y la campiña siciliana circundante cerca de Catania. El dibujo se encuentra actualmente en la colección del Museo Metropolitano de Arte de Nueva York.

## Descripción

### Trasfondo
Edward Lear (1812-1888), miembro de la clase media británica, viajó mucho por la Europa continental. En 1842 Lear inició una serie de excursiones en Italia (entonces una serie dividida de estados), durante las cuales visitó varias regiones y ciudades. Los viajes de Lear a la península italiana se llevaron a cabo durante varios años, y en el verano de 1847 (después de pasar el invierno en Roma) visitó la isla de Sicilia. Lear quedó impresionado por la historia y el paisaje de Sicilia, y el artista pasó a pintar docenas de obras que representan la isla.
En junio de 1847, Lear y su amigo John Proby visitaron el campo cerca del Monte Etna, un volcán cerca de la ciudad siciliana de Catania. El 16 de junio, Lear hizo un dibujo notable del Monte Etna y Catania, ahora conocido como Catania y el Monte Etna. La noche siguiente, Lear y Proby viajaron a la montaña y ascendieron al cono volcánico.

### Dibujo
El dibujo de Lear representa el paisaje del este de Sicilia. La ciudad de Catania se puede ver en el medio, y un monte Etna cubierto de nieve se puede ver al fondo.